# Вермеццо
Верме́ццо, Верме́дзо (итал. Vermezzo) — коммуна в Италии, в провинции Милан области Ломбардия.
Население составляет 3091 человек, плотность населения составляет 515 чел./км². Занимает площадь 6 км². Почтовый индекс — 20080. Телефонный код — 02.
Покровителем коммуны почитается священномученик Зенон, епископ Веронский, празднование в последнее воскресение мая.